# Sint-Maartenziekenhuis (Kortrijk)
Het Sint-Maartensziekenhuis of de Sint-Maartenskliniek is een voormalig katholiek ziekenhuis in de Belgische stad Kortrijk. De Sint-Maartenskliniek werd gesticht in 1953. Twee jaar later in 1955 werd de nieuwbouw officieel geopend aan de Burgemeester Vercruysselaan. Het was van meet af aan een privaat ziekenhuis, in tegenstelling tot het Onze Lieve Vrouwehospitaal, dat een OCMW-ziekenhuis was. Sinds haar fusie met 3 andere ziekenhuizen in Kortrijk, maakt zij deel uit van het AZ Groeninge en staat ze bekend onder de naam campus Vercruysselaan. In april 2017 verhuisden alle centra en verpleegeenheden naar campus Kennedylaan en sloot campus Vercruysselaan de deuren.

## Geschiedenis
In 1936 nam het Christelijk Ziekenfonds Kortrijk het initiatief om een nieuw ziekenhuis op te richten in de stad. Dit initiatief kwam tot stand na onenigheid in verband met dokterstarieven tussen een aantal Kortrijkse artsen en het Christelijk ziekenfonds. Zo kreeg een naamloze vennootschap vorm onder de naam NV Sint-Elisabeth, waarin het Sint-Maarten ziekenhuis zijn oorsprong vindt. Deze NV Sint-Elisabeth opende eind 1937 een bescheiden polikliniek gelegen in de oude vakschool in de Vlamingstraat te Kortrijk. In de polikliniek bood men kwaliteitsgeneeskunde tegen lagere tarieven aan. Dit was een groot succes en al vlug kwam men tot het inzicht dat grotere ruimtes noodzakelijk waren.
Op 31 maart 1941, in volle oorlogstijd, werd de naamloze vennootschap ‘Kliniek Sint-Maarten’ opgericht die de activiteiten van de NV Sint-Elisabeth overnam. In 1952 werden de activiteiten van de NV Kliniek Sint-Maarten officieel overgenomen door de VZW Kliniek Sint-Maarten. In datzelfde jaar zag men in dat het ziekenhuis te klein was.
In 1953 werd een nieuwbouw opgericht in de Burgemeester J. Vercruysselaan te Kortrijk. Het nieuwe gebouw werd in 1955 in gebruik genomen. Dit nieuwe ziekenhuis bood een beddencapaciteit aan van 162 bedden. Als gevolg van het stijgend aantal patiënten werd er in 1975 een nieuwe ziekenhuisvleugel (blok A) geopend. Hierdoor steeg de capaciteit tot 242 bedden. In 1983 werd er een volledig nieuw operatiekwartier, Intensive Care en een spoedgevallendienst in gebruik genomen. In 1986 werd er een affiliatieovereenkomst met de K.U.L – faculteit geneeskunde ondertekend. Vanaf dat moment stelde de kliniek twee doelstellingen voorop. Enerzijds wilde men grote aandacht besteden aan de opleiding van artsen, anderzijds ging men experimenteren met nieuwe vormen van gezondheidszorg.
In 1987 werd blok B volledig vernieuwd. Op 1 januari 1988 fusioneerden het Sint-Maarten ziekenhuis en de Heilig-Hartkliniek. De Heilig-Hartkliniek werd omgebouwd tot een rust -en verzorgingshuis met een capaciteit van 12 bedden en een kinderresidentie voor 40 kinderen. Deze overname bracht het beddenaantal op 290. In 1990 werd een akkoord bereikt tussen de drie Kortrijkse privé-ziekenhuizen en de Meense kliniek Sint-Joris. De bedoeling van dit groeperingsakkoord was zowel functioneel als juridisch tot een eenheid van beheer, behandeling en beleid te komen. Vanaf juli 1995 werd nog eens een nieuwe ziekenhuisvleugel in gebruik genomen. Deze had een volledig nieuwe inkomhal en ook een boven- en ondergrondse parking.
In 1998 fuseerde de Sint-Maartenskliniek met 3 andere Kortrijkse ziekenhuizen: het in 1211 gestichte Onze-Lieve-Vrouwehospitaal, de Kliniek Maria's Voorzienigheid (1937) en het Sint-Niklaasziekenhuis (1958). Bij de fusie werden alle specialisaties gecentraliseerd in één campus.